# La Corne (Quebec)
La Corne es un municipio canadiense situado en la provincia de Quebec.

## Superficie
La Corne tiene una superficie de 308,13 km².

## Demografía
En 2021, tenía 778 habitantes, una densidad poblacional de 2,5 hab./km², y 382 viviendas.